# Max (nome)
Max  è un nome proprio di persona italiano maschile.

## Varianti
- Maschili: Massi

### Varianti in altre lingue
- Catalano: Max[1]
- Danese: Max[2]
- Inglese: Max[2]
  - Femminili: Maxine[2], Maxene[2]
- Norvegese: Max[2]
- Olandese: Max[2]
- Russo: Макс (Maks)[2]
- Spagnolo: Max[1]
- Svedese: Max[2]
- Tedesco: Max[2]

## Origine e diffusione
Si tratta di un ipocoristico di Massimo o di Massimiliano (o dei più rari Massimiano e Massimino). Il nome non è tuttavia di origine italiana, bensì è un prestito (ormai assodato) da numerose altre lingue in cui è diffuso, analogamente ad Alex. 
In inglese può risultare anche dall'abbreviazione di Maxwell.

## Onomastico
L'onomastico si festeggia lo stesso giorno del nome di cui è una forma abbreviata.

## Persone

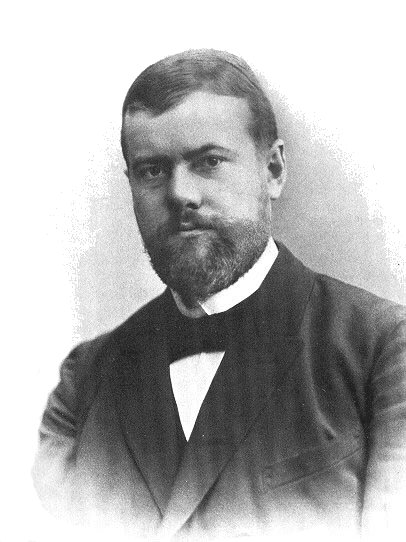
Max Weber

- Max Baer, pugile e attore statunitense
- Max Biaggi, pilota motociclistico italiano
- Max Gazzè, cantautore e bassista italiano
- Max Jacob, poeta, pittore, scrittore e critico francese
- Max Liebermann, pittore tedesco
- Max Pezzali, cantautore, scrittore e conduttore televisivo italiano
- Max Weber, economista, sociologo, filosofo e storico tedesco
- Max Verstappen, pilota automobilistico olandese

### Variante femminile Maxine
- Maxine Kumin, poetessa e scrittrice statunitense
- Maxine Mitchell, schermitrice statunitense
- Maxine Peake, attrice britannica
- Maxine Sanders, sacerdotessa britannica
- Maxine Seear, triatleta australiana
- Maxine Waters, politica statunitense

## Il nome nelle arti
- Max è un personaggio di A tutto reality.
- Max è una canzone del cantautore italiano Paolo Conte contenuta nell’album Aguaplano.
- Max Rockatansky è il protagonista della serie cinematografica di Mad Max
- Max Payne è il protagonista della serie di videogiochi Max Payne
- Max Mayfield è un personaggio della serie TV Stranger Things